# Zekū
Zekū (是空?) è un album in studio del gruppo giapponese Mucc, pubblicato il 3 settembre 2003.
La prima stampa ad edizione limitata conteneva un DVD, diversi artwork e un secondo CD contenente una bonus track. La versione europea, pubblicata il 19 maggio 2006, conteneva 2 bonus track, le quali erano dei b-side di singoli pubblicati precedentemente. L'album raggiunse la posizione nº 17 nella classifica Oricon.

## Tracce
Disco 1
1. Shinsō (心奏?) – 2:22 (musica: Miya)
2. Bōzenjishitsu (茫然自失?) – 4:33 (testo: Miya – musica: Ishioka (石岡?))
3. Ware, Arubeki Basho (我、在ルベキ場所?) – 5:21 (testo: Miya – musica: Miya)
4. Shōgyō Shisōkyō Jidai Kōseikyoku (Heiseihan) (商業思想狂時代考偲曲(平成版)?) – 3:55 (testo: Miya – musica: Miya)
5. Hikanshugisha ga Warau (悲観主義者が笑う?) – 4:33 (testo: Miya – musica: Ishioka (石岡?))
6. Shi Shite Katamari (死して塊?) – 4:09 (testo: Tatsurou – musica: 福安悟介?)
7. Sōshin no Koe (双心の声?) – 5:04 (testo: Tatsurou – musica: Miya)
8. 1979 – 3:13 (testo: Tatsurou – musica: Satochi)
9. Nagekidori to Dōkejin (嘆き鳥と道化人?) – 3:56 (testo: Tatsurou – musica: 石神井?)
10. Kono Sen to Sora (この線と空?) – 4:16 (testo: Miya – musica: Miya)
11. Kugatsu Mikka no Kokuin (9月3日の刻印?) – 5:20 (testo: Miya – musica: Miya)
12. Ranchū (蘭鋳?) – 3:41 (testo: Tatsurou – musica: Miya)
13. Hakanakutomo (儚くとも?) (European edition bonus track) – 5:20
14. Ieji (家路?) (European edition bonus track) – 5:19

Disco 2 (bonus della prima edizione limitata)
1. Aoki Haru (青き春?) – 11:27 (testo: Miya – musica: Miya)